# 巨登大樂隊
巨登大樂隊是巨登育樂及其後身八大電視的專屬樂隊，1990年原番王大樂隊重新編制的大樂隊，2000年式微。其編制是依各節目及錄影現場大小來決定樂隊規模，樂隊全員出動的人數約16人。

## 隊史
1990年巨登製作《豬哥亮俱樂部》時，番王大樂隊指揮王吉宣（番王老師）被巨登網羅籌組巨登大樂隊，當時番王老師也擔任三立大樂隊指揮。1992年，番王老師離開巨登。巨登製作《黑貓大舞台》與《巨登大歌廳》時，張家銘擔任巨登大樂隊指揮。後期巨登大樂隊無指揮，由領班阿財老師帶領整個樂隊。1997年，巨登改組為八大國際傳播，GTV27（八大第一台前身）開播，巨登大樂隊又再一次少了幾位樂師，最後僅剩下六到七位樂師。
1999年，《台灣演歌秀》開播，第一次沒有使用巨登大樂隊伴奏，而由孔鏘大樂隊擔任伴奏。後來《台灣紅歌星》則用洪敬堯的樂隊擔任伴奏。又接著《咱的音樂咱的歌》（後改名《我的音樂你的歌》）則聘請中廣國樂團擔任伴奏。至此，原先包辦了八大所有節目伴奏的巨登大樂隊，伴奏的節目一個都不剩，就退出了八大的行列。

## 八大國樂團
八大國樂團，是非原巨登大樂隊的原團員，前身為中廣國樂團，是因為八大第一台九點音樂線重新洗牌，最後中廣國樂團也退出了，2005年至2008年八大第一台首播《台灣望春風》才被命名為八大國樂團。

## 樂隊的伴奏
- 巨登大樂隊伴奏 （页面存档备份，存于）